# Filip Bradarić
Filip Bradarić (11 de gener de 1992) és un futbolista croat que juga com a centrecampista. Ha estat internacional amb la selecció nacional croata.

## Carrera en equips

### Hajduk Split
Després d'haver-se format a les categories inferiors del Hajduk Split, Bradarić va ser cedit l'estiu del 2011 al club de la Treća HNL Jug, NK Primorac 1929, per dues temporades, i allà fou un jugador del primer equip tant en la tercera com en la segona divisió del futbol croat. L'estiu del 2013, es va unir al primer equip del Hajduk sota l'entrenador Igor Tudor, i va debutar a la Prva HNL el 13 de juliol de 2012, sortint al minut 73 en una victòria 5-1 fora de casa contra el NK Zadar substituint Tonći Mujan.

### Rijeka
El 3 de febrer de 2015, Bradarić va signar un contracte de tres anys i mig amb el HNK Rijeka. El 5 de maig de 2017, el HNK Rijeka i Bradarić van acordar una extensió contractual fins al juny de 2020.

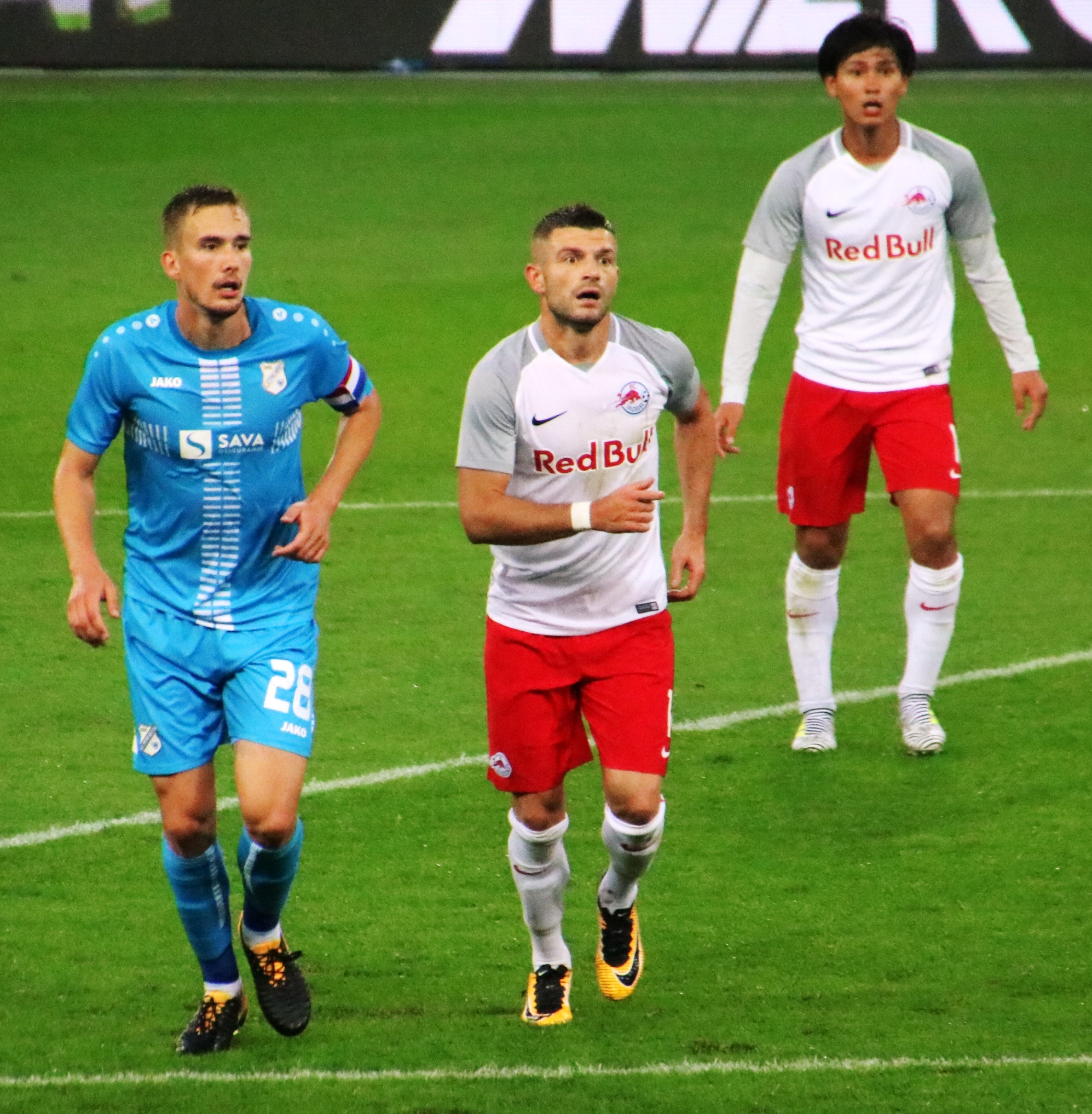
Filip Bradarić (esquerra) jugant pel HNK Rijeka contra el FC Salzburg el 26 de juliol de 2017.

## Carrera internacional
El novembre de 2016 Bradarić va rebre la seva primera convocatòria per la selecció professional croata en partits contra Islàndia i Irlanda del Nord. Va debutar-hi en un amistós contra Irlanda del Nord el 15 de novembre de 2016.
El maig de 2018 va ser convocat a l'equip preliminar de 32 homes de la selecció croata per la Copa del Món de Futbol de 2018 a Rússia. El 4 de juny de 2018, Bradarić va ser inclòs a l'equip definitiu de la Copa del Món. El 26 de juny de 2018, va substituir Luka Modrić al minut 65 d'un partit de la Copa del Món de Futbol de 2018 contra Islàndia, i va esdevenir el tercer jugador de la història del HNK Rijeka en jugar a la Copa del Món.

## Estadístiques

### Equip
| Temporada                                 | Equip               | Divisió             | Lliga   | Lliga | Copa    | Copa | Europa  | Europa | Total   | Total |
| Temporada                                 | Equip               | Divisió             | Partits | Gols  | Partits | Gols | Partits | Gols   | Partits | Gols  |
| ----------------------------------------- | ------------------- | ------------------- | ------- | ----- | ------- | ---- | ------- | ------ | ------- | ----- |
| 2011–12                                   | Primorac 1929       | 3. HNL              | 28      | 2     | –       | –    | –       | –      | 28      | 2     |
| 2012–13                                   | Primorac 1929       | 2. HNL              | 27      | 6     | –       | –    | –       | –      | 27      | 6     |
| Total al Primorac                         | Total al Primorac   | Total al Primorac   | 55      | 8     | 0       | 0    | 0       | 0      | 55      | 8     |
| 2013–14                                   | Hajduk Split        | 1. HNL              | 25      | 1     | 4       | 1    | 1       | 0      | 30      | 2     |
| 2014–15                                   | Hajduk Split        | 1. HNL              | 13      | 1     | 2       | 0    | 3       | 0      | 18      | 1     |
| Total al Hajduk                           | Total al Hajduk     | Total al Hajduk     | 38      | 2     | 6       | 1    | 4       | 0      | 48      | 3     |
| 2014–15                                   | NK Rijeka           | 1. HNL              | 15      | 1     | 2       | 0    | –       | –      | 17      | 1     |
| 2015–16                                   | NK Rijeka           | 1. HNL              | 26      | 1     | 5       | 1    | 2       | 0      | 33      | 2     |
| 2016–17                                   | NK Rijeka           | 1. HNL              | 33      | 2     | 6       | 0    | 1       | 0      | 40      | 2     |
| 2017–18                                   | NK Rijeka           | 1. HNL              | 29      | 3     | 2       | 0    | 11      | 0      | 42      | 3     |
| Total al Rijeka                           | Total al Rijeka     | Total al Rijeka     | 103     | 7     | 15      | 1    | 14      | 0      | 132     | 8     |
| Total de la carrera                       | Total de la carrera | Total de la carrera | 196     | 17    | 21      | 2    | 18      | 0      | 235     | 19    |
| Última actualització: 19 de maig de 2018. |                     |                     |         |       |         |      |         |        |         |       |

### Internacional
Actualitzat el 26 de juny de 2018
| Selecció nacional | Any   | Partits | Gols |
| ----------------- | ----- | ------- | ---- |
| Croàcia           | 2016  | 1       | 0    |
| Croàcia           | 2017  | 1       | 0    |
| Croàcia           | 2018  | 3       | 0    |
| Total             | Total | 5       | 0    |

## Palmarès
Primorac 1929
- Promoció de la tercera lliga de futbol de Croàcia: 2011-2012

HNK Rijeka
- Primera lliga de futbol de Croàcia: 2016-2017
- Copa de futbol de Croàcia: 2016-2017